# 北京交通大学马克思主义学院
北京交通大学马克思主义学院，为北京交通大学的一个学院。
北京交通大学马克思主义学院的前身是马克思主义理论教学研究部、社会科学部和思想教育研究室。2011年4月14日，原人文学院的马克思主义教学研究部和文化教育中心组合成立马克思主义学院。

## 下设机构
- 马克思主义基本原理教研室
- 毛泽东思想与中国特色社会主义理论体系教研室
- 思想品德修养与法律基础教研室
- 中国近现代史教研室
- 文化教育中心